# Orimba amethystina
Orimba amethystina är en fjärilsart som beskrevs av Butler 1867. Orimba amethystina ingår i släktet Orimba och familjen Riodinidae. Inga underarter finns listade i Catalogue of Life.